# ピオネールスキー
ピオネールスキー（ロシア語: Пионе́рский, ラテン文字転写: Pionersky）は、ロシア西部飛び地のカリーニングラード州にあるバルト海の海辺の都市。1945年以前は東プロイセンに属し、ドイツ語でノイクーレン（Neukuhren, リトアニア語: Naujieji Kuršiai, ポーランド語: Kursze）といった。
バルト海に突き出したサンビア半島の北岸にあり、西にはスヴェトロゴルスク（ラウシェン）、東にはゼレノグラーツク（クランツ）といったリゾートの町がある。州都カリーニングラードからは北へ35 km。
人口は2004年で11,800人ほど。2002年国勢調査で11,816人。

## 歴史

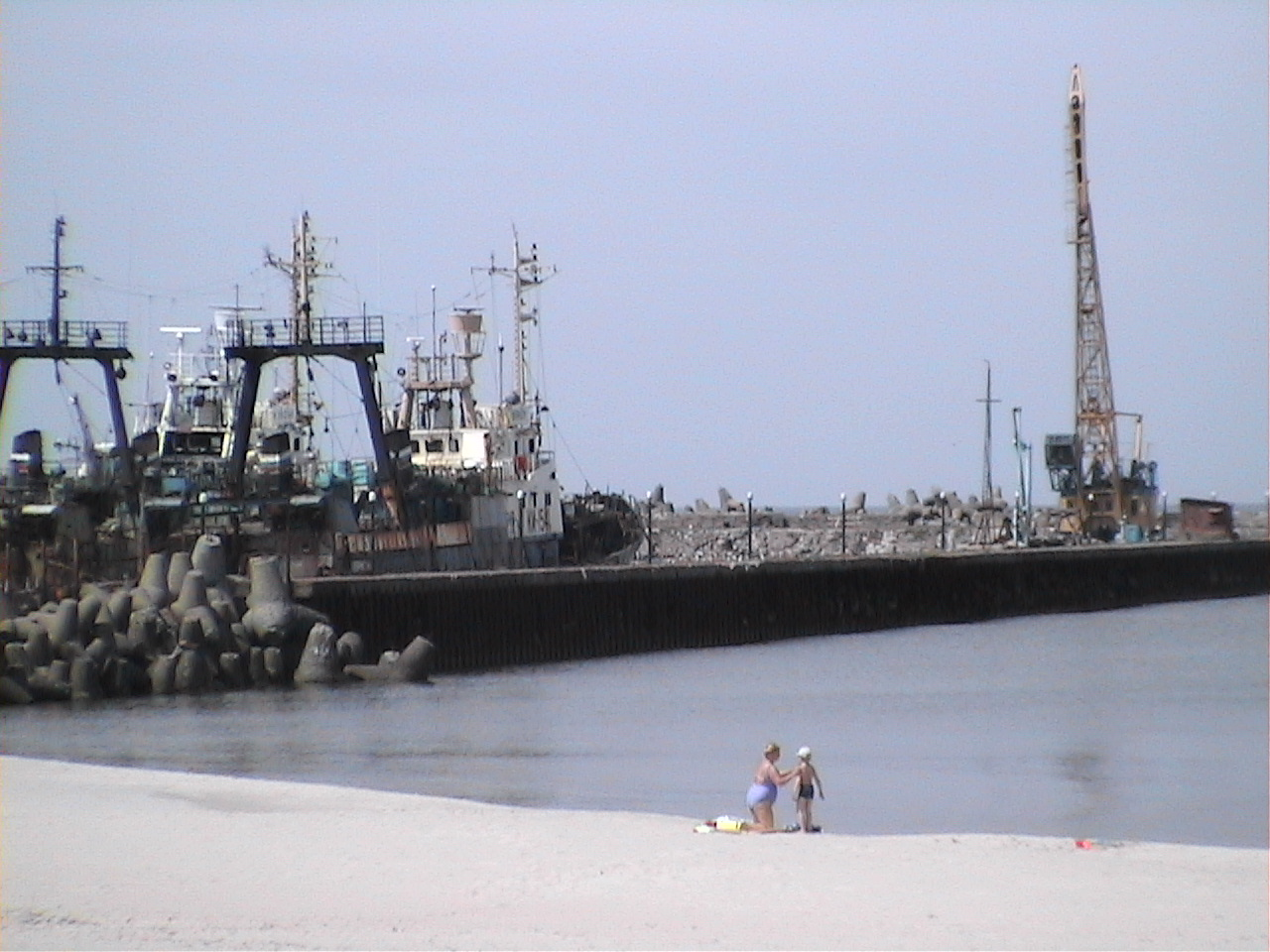
ピオネールスキーの浜辺。後方には漁港が見える

ノイクーレンの村は1254年の記録に初出しているが、19世紀になり漁村からリゾート地へと変貌をとげた。しかしサンビア半島（ザムラント半島）の北海岸には、ラウシェン（スヴェトロゴルスク）やクランツ（ゼレノグラーツク）といった大きなリゾート地があり、その間にあるノイクーレンは影が薄かった。
第二次世界大戦後、東プロイセン北部はソ連に併合され、1946年にノイクーレンは、ソ連の少年団ピオネールにちなんでピオネールスキーと改名され、市に昇格した。

## 産業と交通
ピオネールスキーは海浜・スパリゾートである一方、ロシアの漁船団にとり重要な漁港である。
カリーニングラードの北駅からはエレクトリーチカ（近郊電車、3000V DC）が出ており、ゼレノグラーツクを経てピオネールスキーへ着き、さらにスヴェトロゴルスクへと伸びている。

## 姉妹都市
- ウストカ、ポーランド
- Bartoszyce、ポーランド